# Vasco de Mascarenhas, 1.º Conde de Óbidos
Vasco de Mascarenhas, Conde de Óbidos, (c. 1605 — 4 de julho de 1678) foi um militar e administrador colonial português.
Foi um dos primeiros governador das armas nomeados por D. João IV e optando pelo distrito do Algarve. Em 1643, na sequência da Guerra da Restauração e nessa qualidade, na companhia daquele que veio a ser o 1º conde de Soure, chegou a invadir a Espanha.
Foi o 2º vice-rei do Brasil, cargo que exerceu de 21 de julho de 1663 a 13 de junho de 1667. Foi também vice-rei da Índia, de 1652 a 1653.
Baixou regimento para os governadores do Rio de Janeiro em 10 de outubro, pelo qual revogou os poderes extraordinários atribuídos a Salvador Correia de Sá e Benevides, e restringindo algumas atribuições que datavam de Mem de Sá.
Já a 6 de julho, mandou quebrar o padrão da moeda, passando as de 3$650 a valer 4$000, as de 1$760 a correr como 2$000 e assim por diante.
A 20 de novembro, promulgado decreto que, junto com o de 22 de março de 1663, para sua execução exigiu a promulgação pelo Conde de Óbidos de longo regimento em 7 de julho de 1663 que providenciou a subida de 12,5% nas moedas de ouro e 25% nas de prata. Far-se-iam tantos cunhos quanto necessários e se procederia à contramarcação na casa dos contos da Bahia, Pernambuco, Rio de Janeiro e São Vicente, em que costumavam assistir provedores da Fazenda; nos cunhos para as moedas de ouro se abriria um escudete com uma coroa em cima e dentro no escudo o novo valor; nos cunhos para prata  não havia escudo para a declaração do valor e sobre as letras estaria uma coroa. Recunhado o dinheiro, o tesoureiro geral responderia na própria espécie ao seu dono com a mesma quantidade de dinheiro resselado com 5% de avanço se fosse de prata, com 2,5% se fosse de ouro.
Em 22 de março de 1663 uma lei no Reino levantou 25% no valor das moedas, sob Afonso VI: as patacas foram elevadas de 480 a 600 réis, no Brasil passam a correr por 640 rs, com o acréscimo de dois vinténs que as câmaras por arbítrio próprio estabeleceram. Dar à moeda valor acima do que no Reino parecia à administração portuguesa o meio de a reter na colônia, quando o balanço das transações lhe era contrário. Contudo, nao passou de convenção tolerada das autoridades, mas sem fundamento legal.
Em 15 de dezembro de 1663 dirá o conde de Óbidos em uma Portaria:
| “ | «Achei que a administração dos quintos de ouro de São Paulo não corre pela provedoria da Fazenda de São Vicente nem dão deles conta a esta provedoria do Estado, e nem nos livros dos registros dela há notícia alguma das causas por que se administra; antes se tem por tradição que se faz por ordens particulares concedidas a Salvador Correia de Sá e Benevides e Pedro de Souza Pereira, provedor que foi do Rio de Janeiro, e se acha nos ditos livros uma provisão de el-rei meu Senhor D. João IV que a Santa Glória haja, por que faz mercê à Rainha minha Senhora de cinco mil cruzados cada ano no rendimento dos ditos quintos com condição de que se rendessem mais, lhe não pertencia, supondo não ser menos.» | ” |